# Штефек, Тобиаш
Тобиаш Штефек из Колодеж (чеш. Tobiáš Štefek z Koloděj; умер 21 июня 1621, Прага, Чешское королевство) — чешский политический деятель. Был управляющим при магнатах Смиржицких, в 1612 году переехал в Прагу. Примкнул к антигабсбургскому восстанию 1618 года, стал членом нового правительства (Директории), голосовал за низложение Фердинанда Штирийского и за избрание королём Фридриха Пфальцского (1619). После поражения был приговорён к смерти за измену, оскорбление величества и подстрекательство народа к мятежу, казнён на Староместской площади вместе с 26 своими товарищами. Очерёдность во время казни зависела от социального положения осуждённых, и Штефека обезглавили вторым из мещан (после трёх панов, семи рыцарей и мещанина Валентина Кохана из Прахове). Его голову выставили на всеобщее обозрение на башне староместского моста и сняли только в 1631 году, когда Прагу заняли саксонцы.
Штефек был дважды женат — на Катержине, дочери Яна Лаштовички, и на Анне, вдове Даниэля Пражака. В первом браке родились Штефан и Людмила, во втором — Тобиаш и Анна. Штефан стал магистром свободных наук и доктором медицины, в 1627 году эмигрировал и умер в 1653 году в Дрездене. Тобиаш-младший состоял на службе у князей Ангальтских и благодаря их покровительству в 1646 году получил от императора Фердинанда III дворянство.
Имя Тобиаша Штефека выбито на мемориальной доске, которую установили на стене Староместской ратуши. О казни его и товарищей напоминают кресты на брусчатке Староместской площади.